# 楊寛 (歴史学者)
楊 寛（よう かん、拼音: Yáng Kuān、1914年2月6日 - 2005年9月1日）は、中国上海出身の中国史学者・考古学者。上海博物館館長・復旦大学教授を長く務めた。疑古派の一人。専門は先秦史。研究対象は戦国史・諸子百家・中国神話など多岐にわたる。字は寛正。

## 生涯
軍閥時代から日中戦争を経て文革・改革開放に至る激動の時代を生きた。晩年に同時代史的な自伝を記している。

### 中華民国期
1914年、江蘇省青浦県白鶴江鎮（現在の上海市青浦区白鶴鎮）にて、良家の母と中医師の父の楊公衡のもとに生まれる。1924年、軍閥間の戦争（江浙戦争）の戦火で家が焼失する。
1932年、江蘇省立蘇州中学を卒業。同校は宋代に起源をもつ名門校であると同時に、教員が新文化運動や疑古派の成果を取り入れる進歩的な校風の学校でもあった。教員の中には、のちに楊寛の好敵手となる銭穆もいた。また、同校がある蘇州の街は、考証学呉派で知られる学問の街であり、伝統的な書店や骨董店が多く軒を連ねていた。そのような環境の中、楊寛は胡適の『中国哲学史大綱』で再評価された『墨子』に関心を抱くようになり、書店で孫詒譲の『墨子間詁』を購入、以降、墨子を若手時代の研究対象とする。
1936年、上海の光華大学（現華東師範大学）を卒業。在学中は、墨子や上古神話を研究して疑古派に接触するとともに、蔣維喬の指導のもと『呂氏春秋』の校訂注釈に取り組む。卒業後、日中戦争が次第に激化する中、上海市博物館・広東省立勷勤大学に勤務した後、1939年-1941年、光華大学副教授に就任。
1941年前後、「孤島期」の上海租界で抗日遊撃隊を援護する宣伝工作に従事。1942年-1945年、戦況の悪化などを理由に白鶴江鎮に帰り潜居、学問に専念。
1946年-1951年、上海市博物館館長と光華大学教授を兼任。この間、日中戦争期に流出した文物の回収や、国共内戦下の文物の流出阻止・緊急発掘調査に奔走するとともに、郭沫若・顧頡剛・陳夢家らと親交する。

### 中華人民共和国期
1952年-1960年、新設の上海博物館の初代館長に就任するとともに、1953年-1960年、復旦大学教授を兼任。この間、共産党による一連の政治弾圧（三反五反運動・胡適思想批判・反右派闘争等）に周囲の人物が巻き込まれて警戒心を強める。また館長職の傍ら、経済史を重視した主著『戦国史』や、博物館を見学した製鉄工場員の質問がきっかけの製鉄史研究に従事する。この製鉄史研究は国内外で注目され、国外からはニーダムの訪問を受ける一方、大躍進政策で製鉄指導に駆り出されることになる。
1960年-1970年、新設の上海社会科学院歴史研究所の副所長に就任。ただし、これはほぼ肩書だけの職業だった。この間、主に礼学・制度史の研究に従事しつつ、国家規模の『辞海』改訂事業や地方での四清運動に駆り出される。
1965年、上海の新聞『文匯報』の要請で、文革の端緒となる姚文元「新編歴史劇『海瑞罷官』を評す」の討論会に駆り出される。このとき、歴史学者の立場から『海瑞罷官』の作者の呉晗を弁護する発言をしたことが尾を引き、1966年に自己批判させられる。同年、郭沫若の「焚書」発言で危機感を強め、執筆中の原稿や書簡を焼却処分する。以降、牛棚や五七幹部学校での隔離生活や批判集会、家庭不和を経て、心身を病む。
1970年-1971年、復旦大学から招聘され、『先秦歴史地図』編纂事業や、顧頡剛主導の二十四史校点事業に携わる。
1971年-1986年、それらの延長で復旦大学教授に就任、待遇も回復される。この間、批林批孔運動・儒法闘争に専門家として巻き込まれつつも、徐々に学問に復帰する。

### 晩年
1986年、退職してアメリカのマイアミビーチに移住。その理由として、妻がマイアミで針灸医として働いていたこと、1984年にアメリカに出張講義に来ていたこと、文革以来上海に安住できなくなっていたこと、などの理由があった。以降同地で論著を発表しつつ、晩年を過ごす。2005年9月1日逝去。

## 人物
- 本人曰く、政治的には不偏不党だが、愛国心は強く抱いていた[12]。
- 『古史辨』の寄稿者であることなどから、疑古派の重要人物として知られる。ただし、その手法は疑古と信古を調停する釈古的なものだった[20][21]。
- 『古史辨』の頃から日本の中国学にも目配りしており、特に天野元之助と文通していた[22]。1980年代からは西嶋定生らと親交し、1981年と1983年に来日している[22]。

## 論著

### 主な論文
- 〈中国上古史導論〉《古史辨》第7冊、1937年。

### 著書
日本語訳があるものは全て、西嶋定生の依頼により書き下ろされた手稿を原著とする。
- 《呂氏春秋彙校》中華書局、1937年。蔣維喬らと共著。
- 《中国歴代尺度考》商務印書館、1938年、増訂1955年
- 《墨経哲学》正中書局、1942年
- 《戦国史》上海人民出版社、1955年、増訂1980年
- 《秦始皇》上海人民出版社、1956年
- 《商鞅変法》上海人民出版社、1955年、1973年再刊
- 《中国古代冶鉄技術発展史》上海人民出版社、1956年、増訂1982年
- 《中国土法冶鉄煉鋼技術発展簡史》上海人民出版社、1960年
- 《古史新探》中華書局、1965年
- 《中国古代陵寝制度史研究》
  - 日本語訳: 楊寛著、西嶋定生監訳、太田有子；尾形勇共訳 『中国皇帝陵の起源と変遷』 学生社、1981年。ISBN 4-311-30018-2。
  - 《中国古代陵寝制度史》上海古籍出版社、1985年
- 《中国古代都城制度史研究》
  - 日本語訳: 楊寛著、西嶋定生監訳、尾形勇；高木智見共訳 『中国都城の起源と発展』 学生社、1987年。ISBN 978-4311300219。
  - 《中国古代都城制度史研究》上海古籍出版社、1993年
- 《歴史激流中動蕩的曲折的経歴》
  - 《歴史激流中的動蕩和曲折》時報文化、1993年
  - 日本語訳: 楊寛著、西嶋定生監訳、高木智見訳『歴史激流 楊寛自伝 ある歴史学者の軌跡』東京大学出版会、1995年。ISBN 978-4-13-023044-5。
- 《呂氏春秋集釋》中華書局〈新編諸子集成〉
- 《西周史》上海人民出版社、1999年
- 《戦国史料編年輯証》上海人民出版社、2001年
- 《戦国会要》上海古籍出版社、2005年。呉浩坤と共著。

## 関連文献
- 貝塚茂樹 『中国古代史学の発展』中央公論社、1986年（著作集版1977年、初出1946年）ISBN 9784120014956
- 高木智見 「楊寛」『20世紀の歴史家たち 3 世界編 上』尾形勇・樺山紘一・木畑洋一 編、刀水書房、1999年。ISBN 978-4887082137
- 高木智見 「湖南史学の特徴と形成」『東アジア文化交渉研究』別冊3号、関西大学文化交渉学研究拠点、2008年。